# بيل روبينزيني
بيل روبينزيني (بالإنجليزية: Bill Robinzine)‏ مواليد 20 يناير 1953 في شيكاغو - الوفاة 16 سبتمبر 1982، كان لاعب كرة سلة أمريكي بدأ مسيرته الاحترافية في سنة 1975. تم اختياره من قبل فريق سكرامنتو كينغز خلال الدرافت. بلغ طوله 6 قدم 7 بوصة (2.0 م). اعتزل اللعب في 1982.

## المسيرة الاحترافية
لعب مع سكرامنتو كينغز من سنة 1975 إلى 1980، ثم لعب مع كليفلاند كافالييرز في سنة 1980، ثم لعب مع دالاس مافيريكس في موسم 1980–1981، ثم لعب مع يوتا جاز في موسم 1981–1982.

## روابط خارجية
- بيل روبينزيني على موقع إن بي أي (الإنجليزية)
- بيل روبينزيني على موقع سبورتس رفرنس (الإنجليزية)
- بيل روبينزيني على موقع كلية كرة السلة في سبورتس رفرنس.كوم (الإنجليزية)
- بيل روبينزيني على موقع ريلجم (الإنجليزية)
- بيل روبينزيني على موقع بروبوليرز (الإنجليزية)